# Freddy Castillo
Freddy Castillo (* 15. Juni 1955 in Mérida, Mexiko) ist ein ehemaliger mexikanischer Boxer im Fliegen- und Halbfliegengewicht.

## Profikarriere
Am 19. Februar 1978 boxte er im Halbfliegengewicht gegen Luis Estaba um die WBC-Weltmeisterschaft und gewann durch technischen K. o. in Runde 14. Diesen Gürtel verlor er allerdings bereits in seiner ersten Titelverteidigung im Mai desselben Jahres an Netrnoi Sor Vorasingh nach Punkten.
Am 24. Juli 1982 erkämpfte er diesen Gürtel auch im Fliegengewicht, als er Prudencio Cardona durch einstimmige Punktentscheidung schlug. Auch diesmal verlor er den Gürtel bereits in seiner ersten Titelverteidigung im November desselben Jahres gegen Eleoncio Mercedes durch geteilte Punktrichterentscheidung.